# Pile technologique
En informatique, une pile technologique, pile logicielle ou infrastructure technologique (solution stack en anglais) est l'ensemble des technologies logicielles utilisées par une application.
Par exemple, la pile technologique d'une application Web inclut typiquement un système d'exploitation, un serveur web, une base de données, un langage de programmation côté serveur et une série de langage côté client.